# 蛛网根绵虫
蛛网根绵虫（学名：Rhizospongus arachnoideus）为星球虫科根绵虫属的动物。分布于太平洋以及西沙群岛等。